# گورستان سید پوری ۱
قبرستان سید پوری مربوط به سده‌‌های متاخر دوران‌های تاریخی پس از اسلام است و در شهرستان سرباز، بخش مرکزی، دهستان مورتان، ۱ کیلومتری جنوب روستای پشامگ واقع شده و این اثر در تاریخ ۲۷ اسفند ۱۳۸۷ با شمارهٔ ثبت ۲۶۴۷۸ به‌عنوان یکی از آثار ملی ایران به ثبت رسیده است.